# Wrodzony mechanizm wyzwalający
Wrodzony mechanizm wyzwalający (ang. innate releasing mechanism) – wyzwalana przez bodziec kluczowy neurofizjologiczna reakcja ośrodkowego układu nerwowego uwalniająca zachowanie instynktowe. Wrodzony mechanizm wyzwalający odblokowuje mechanizmy hamujące wykonywanie czynności instynktowych. Może być
modyfikowany przez doświadczenie.